# Intelligenzaktion
L'Intelligenzaktion fu un genocidio compiuto dai nazisti tedeschi contro le élite polacche all'inizio della seconda guerra mondiale. L'operazione venne condotta per realizzare la germanizzazione delle regioni occidentali della Polonia occupata, prima di annetterne il territorio al Reich.
La pulizia etnica dell'Intelligenzaktion uccise circa 100 000 polacchi; con sparizioni forzate i nazisti imprigionarono e uccisero cittadini selezionati della società polacca, preventivamente identificati prima della guerra come nemici del Reich; vennero sepolti in fosse comuni in luoghi remoti. Per facilitare lo spopolamento della Polonia i nazisti terrorizzarono la popolazione con esecuzioni sommarie in pubblico di intellettuali e leader delle comunità, prima di scacciare la massa dalla Polonia occupata. I boia delle Einsatzgruppen, squadre della morte tedesche, e i locali Volksdeutscher Selbstschutz, la milizia della minoranza tedesca, sostenevano che il loro lavoro di polizia voleva eliminare persone politicamente pericolose dalla società polacca.
La Intelligenzaktion fu un passo importante verso la Sonderaktion Tannenberg (Operazione Tannenberg), l'insediamento di poliziotti e funzionari — dalla SiPo (composta dalla Kripo e dalla Gestapo) e dalla SD — per gestire l'occupazione e supportare la realizzazione del Generalplan Ost, la colonizzazione tedesca della Polonia. Fra le circa 100 000 persone uccise nell'operazione Intelligenzaktion, circa 61 000 erano state elencate nella lista di proscrizione Sonderfahndungsbuch Polen, compilata prima dell'inizio della guerra, avvenuto nel settembre 1939. La Intelligenzaktion iniziò poco dopo l'avvio della campagna di Polonia (1 settembre 1939) e durò fino alla primavera del 1940; il genocidio nazista in Polonia continuò poi con la AB-Aktion.